# Vero Beach South
Vero Beach South is een plaats (census-designated place) in de Amerikaanse staat Florida, en valt bestuurlijk gezien onder Indian River County.

## Demografie
Bij de volkstelling in 2000 werd het aantal inwoners vastgesteld op 20.362.

## Geografie
Volgens het United States Census Bureau beslaat de plaats een oppervlakte van
28,3 km², waarvan 26,8 km² land en 1,5 km² water.

## Plaatsen in de nabije omgeving
De onderstaande figuur toont nabijgelegen plaatsen in een straal van 16 km rond Vero Beach South.